# OpenCPN
OpenCPN（Open Chart Plotter Navigator）は、航行中や計画ツールとして利用できる簡潔なチャートプロッタとナビゲーションソフトウェアを開発しているフリーソフトウェアプロジェクトである。
OpenCPNは現役のセイラーのチームによって、プログラムのテストや改良のために現実世界の条件を利用しながら開発されている。多様なチャートフォーマットをサポートしており、データ転送やGPSトラッキングなども可能となっている。
OpenCPNは衛星ナビゲーションの入力データを使用して船自体の位置を決定することができ、AISレシーバーからのデータを使用して近接する船の位置を地図上にプロットできる。